# Кваліфіковані інвестори
Кваліфікований інвестор — фізична або юридична особа, яка може бути призначена для здійснення операцій на ринку цінних паперів у відношенні одного або декількох видів цінних паперів та інших фінансових інструментів, одного виду або кількох видів послуг, призначених для кваліфікованих інвесторів.